# Julie Ege
Julie Ege, född Dzuli 12 november 1943 i Høyland, Sandnes, död 29 april 2008 i Oslo, var en norsk skådespelerska som hade en internationell karriär från slutet av 1960-talet och under delar av 1970-talet. Hon var Frøken Norge 1963 och deltog i tävlingen Miss Universum. Mest känd är hon för James Bondfilmen I hennes majestäts hemliga tjänst (1969). Därefter medverkade hon i en rad Hammer-skräckfilmer. 
Ege arbetade efter skådespelarkarriären som sjuksköterska i Oslo. Hon dog av cancer 2008.

## Filmografi
- Robbery (1967)
- Himmel og hav! Stompa til sjøs (1967)
- I hennes majestäts hemliga tjänst (1969)
- Het på gröten (1970)
- Up Pompeii (1971)
- Creatures the World Forgot (1971)
- The Magnificent Seven Deadly Sins (1971)
- Rentadick (1972)
- Go For a Take (1972)
- The Final Programme (1973)
- Not Now Darling (1973)
- Kanarifuglen (1973)
- Craze (1974)
- Percy's Progress (1974)
- The Mutations (1974)
- Bortreist på ubestemt tid (1974)
- Dr. of Evil (1974)
- The Legend of the 7 Golden Vampires (1974)
- Den siste Fleksnes (1974, som sig själv)
- The Amorous Milkman (1975)
- De Dwaze Lotgevullen von Sherlock Jones (1975)
- Farlig yrke (1976)
- Think Dirty (1978)
- Fengslende dager for Christina Berg (1988)
- Blodsbånd (1998)

## Självbiografi
- Naken. H. Aschehoug & Co (W. Nygaard). Oslo 2002. ISBN 82-03-22706-6